# OGLE-2006-BLG-109L c
OGLE-2006-BLG-109L c — экзопланета у звезды OGLE-2006-BLG-109L созвездии Стрельца. Находится на расстоянии 4920 ± 390 св. лет от Солнца.
OGLE-2006-BLG-109L c это планета-гигант, обнаруженная методом гравитационного микролинзирования одновременно с OGLE-2006-BLG-109L b в 2008 году.

## См. также
- OGLE-2006-BLG-109L b
- OGLE-2005-BLG-390L b